# Cicău, Alba

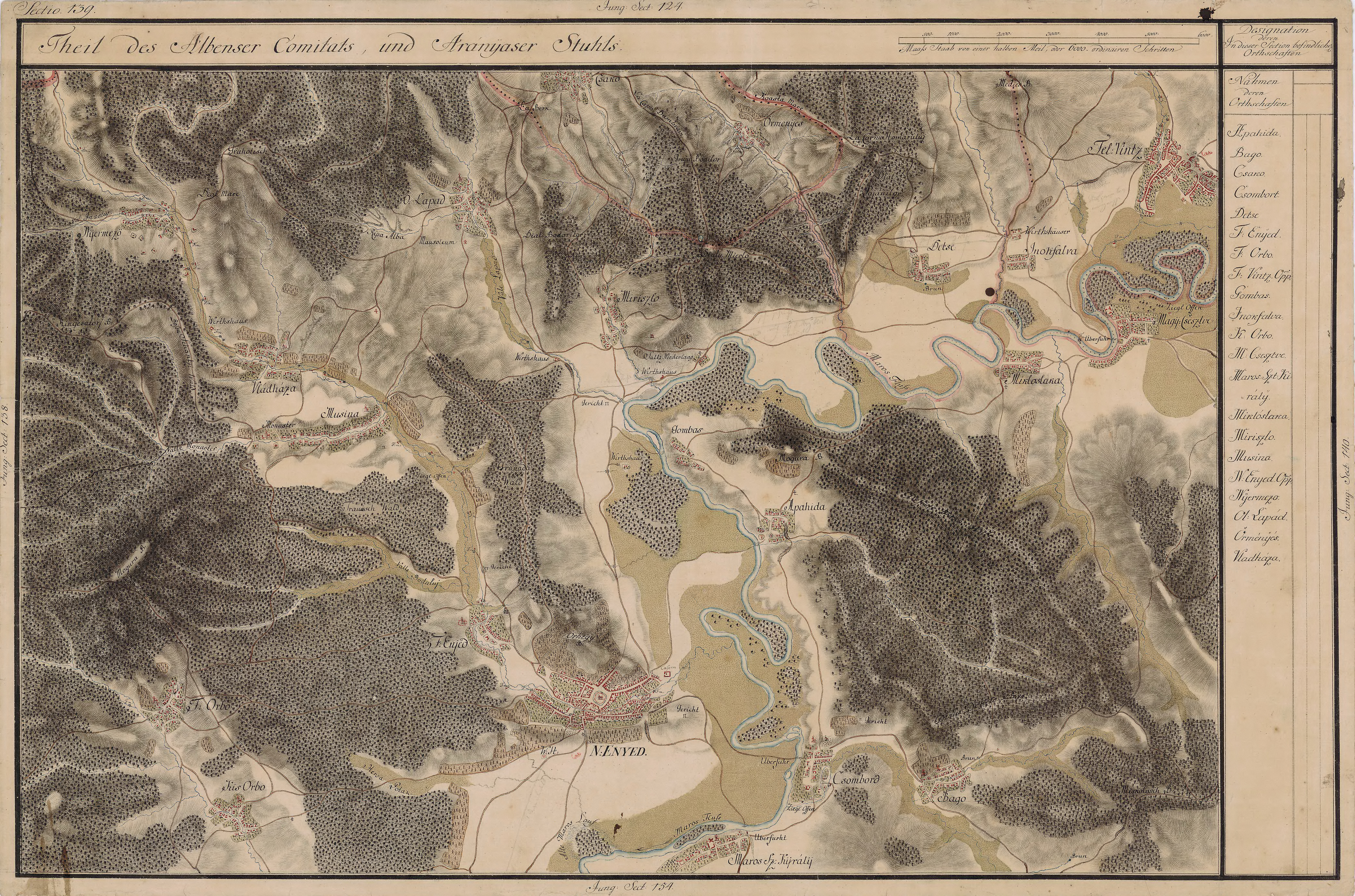
Cicău (Csákó) pe Harta Iosefină a Transilvaniei, 1769-1773 (Sectio 139)

Cicău (în maghiară Csákó) este un sat în comuna Mirăslău din județul Alba, Transilvania, România.

## Date geografice
Satul Cicău este situat în partea centrală a României, în nordul județului Alba. La nord se învecinează cu Lopadea Veche, la nord-est cu Rachiș, la vest cu Podeni, la sud-vest cu Ciugudu de Sus iar la est cu Ormeniș și Mirăslău.
Altitudinea medie: 372 m.

## Istoric
- În acest sat s-a descoperit o necropolă de înhumație datând de la sfârșitul secolului al VII-lea și începutul secolului al VIII-lea, în care s-au găsit cercei, arme (o sabie, un topor, un vârf de lance) și piese de harnașament (zăbale, falere, scărițe de șa, rozete). Siturile arheologice de la Cicău din punctul "Săliște" sunt înscrise pe lista monumentelor istorice din județul Alba[3] elaborată de Ministerul Culturii și Patrimoniului Național din România în anul 2010.

- Pe Harta Iosefină a Transilvaniei din 1769-1773 (Sectio 139) localitatea apare sub numele de Csákó.

- Până în anul 1876 localitatea a aparținut Scaunului Secuiesc al Arieșului.

## Lăcașuri de cult

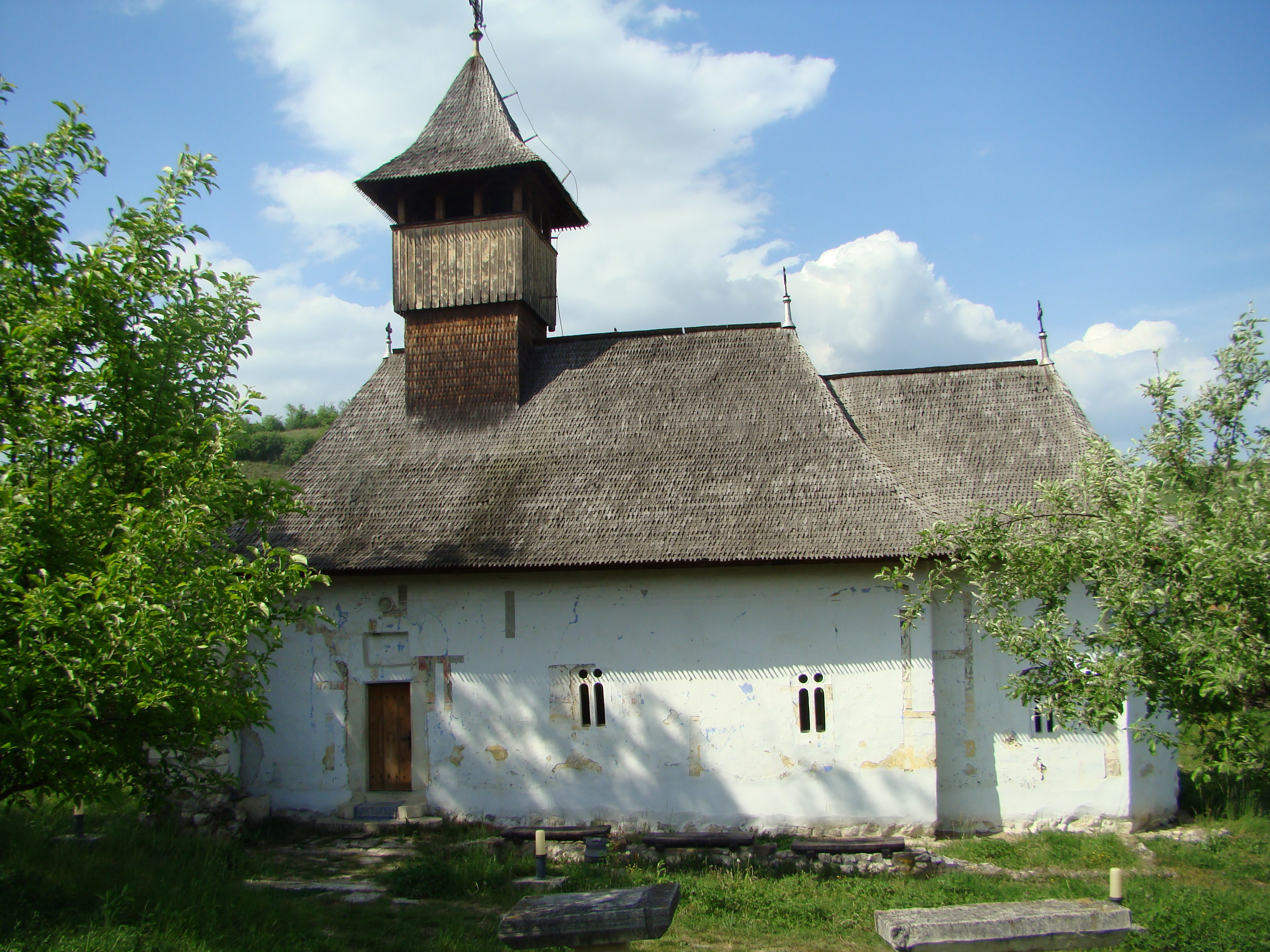
Biserica “Sf. Arhangheli”
(monument istoric, cod AB-II-m-A-00203), foto: mai 2009

- Biserica „Sfinții Arhangheli” (din sec. XV-XVIII) este înscrisă pe lista monumentelor istorice din județul Alba[3] elaborată de Ministerul Culturii și Patrimoniului Național din România în anul 2010. Este situată în mijlocul satului pe terasa unui deal aflat în dreapta pârâului care străbate localitatea. A fost edificată în secolul al XV-lea și se compune din pronaos tăvănit încălecat de turnul clopotniță, naos având o boltă semicilindrică și absidă poligonală decroșată acoperită cu o boltă elipsoidală. La început biserica a fost alcătuită doar din absida altarului și o navă scurtă. Ulterior, începând cu secolul al XVIII-lea, biserica va suferi o serie de transformări. Un element interesant îl constituie cele cinci ferestre din partea veche a bisericii cu ancadramente din piatră traforată cu forme lobată de factură gotică. Pictura murală datează din a doua jumătate a secolului al XVIII-lea și a fost realizată de „mai marele între zugravi Ioan Boer din Teiuș”.

## Imagini

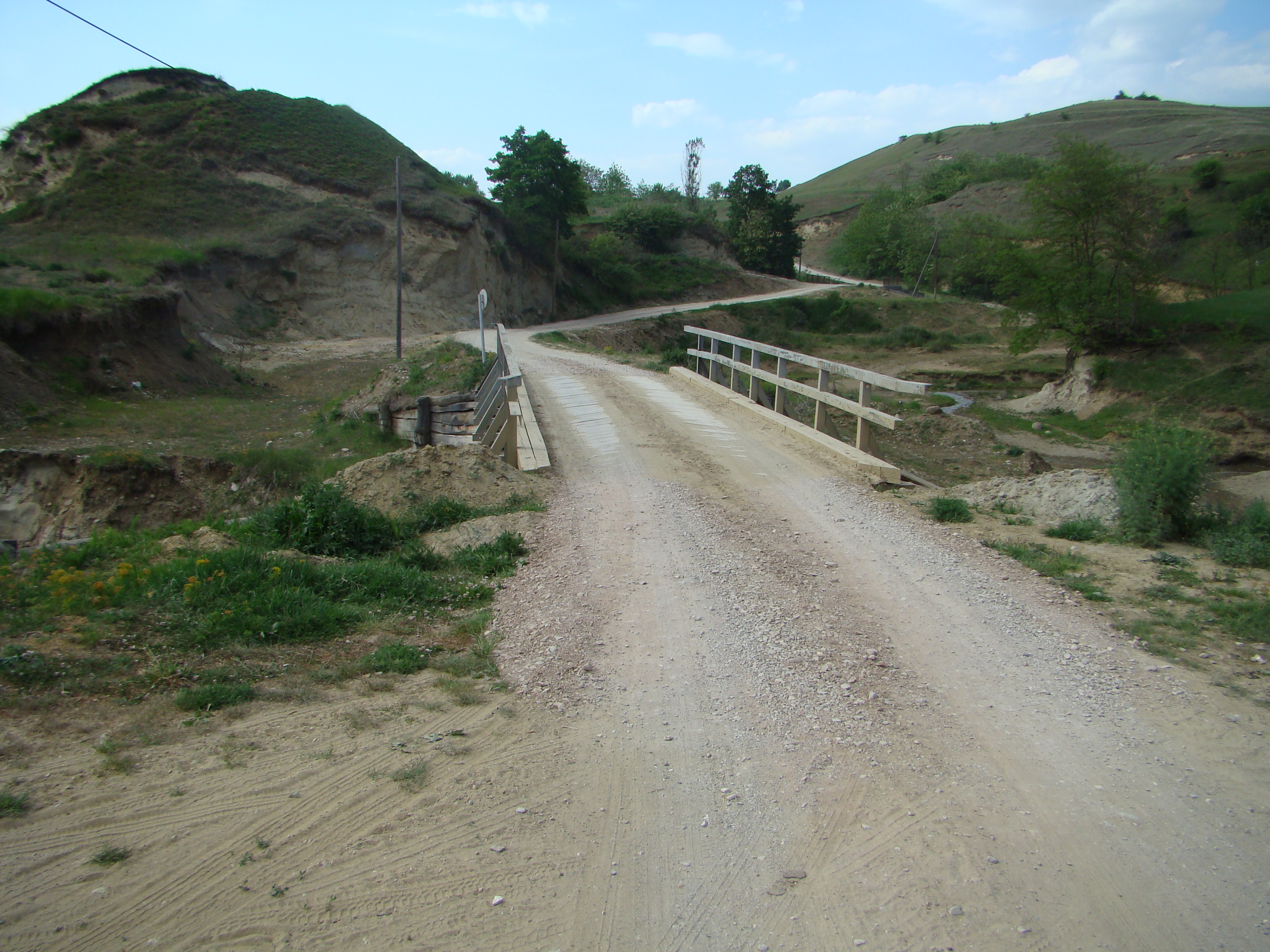
Drumul spre satul Cicău
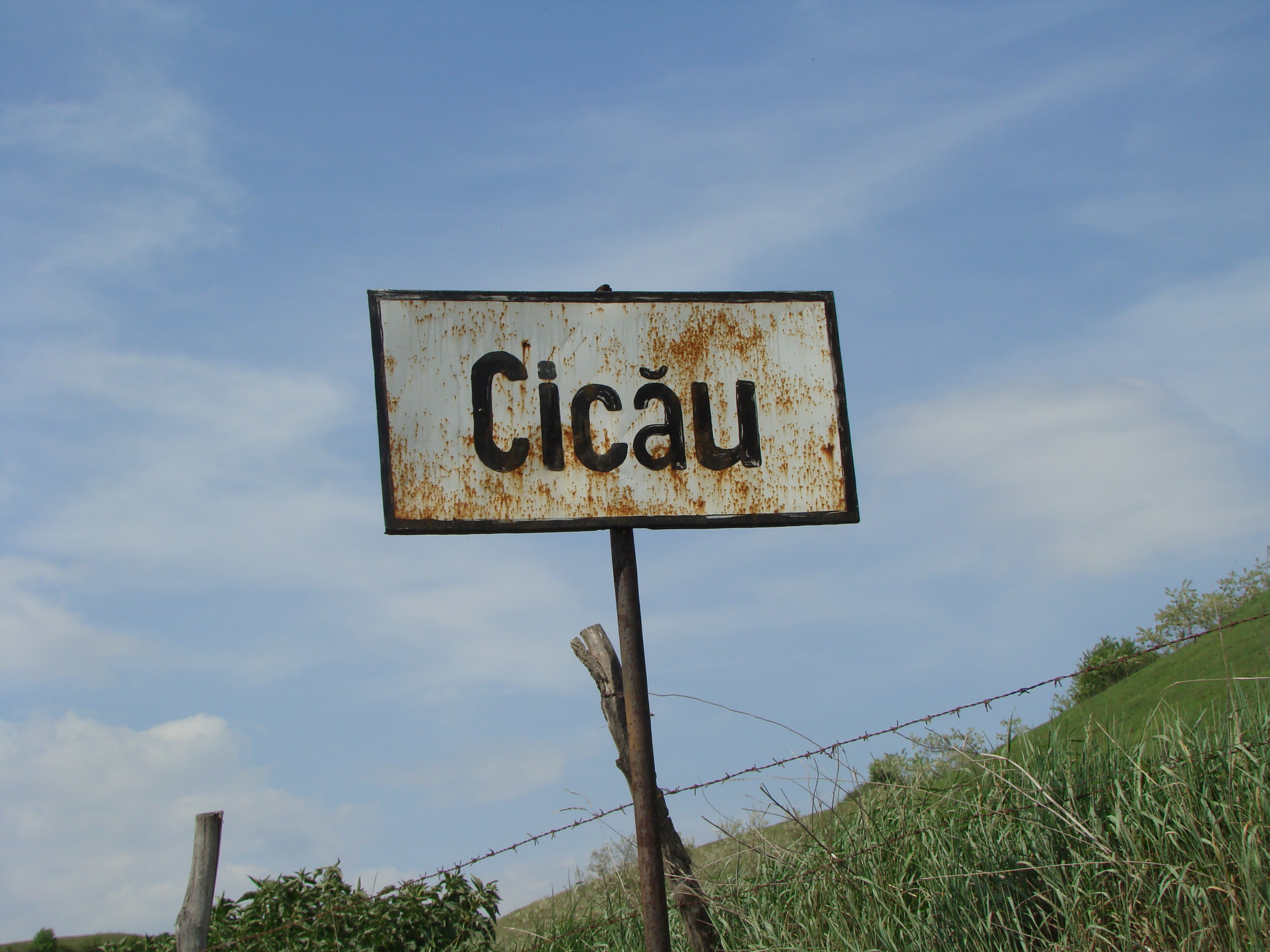
Intrarea în localitate
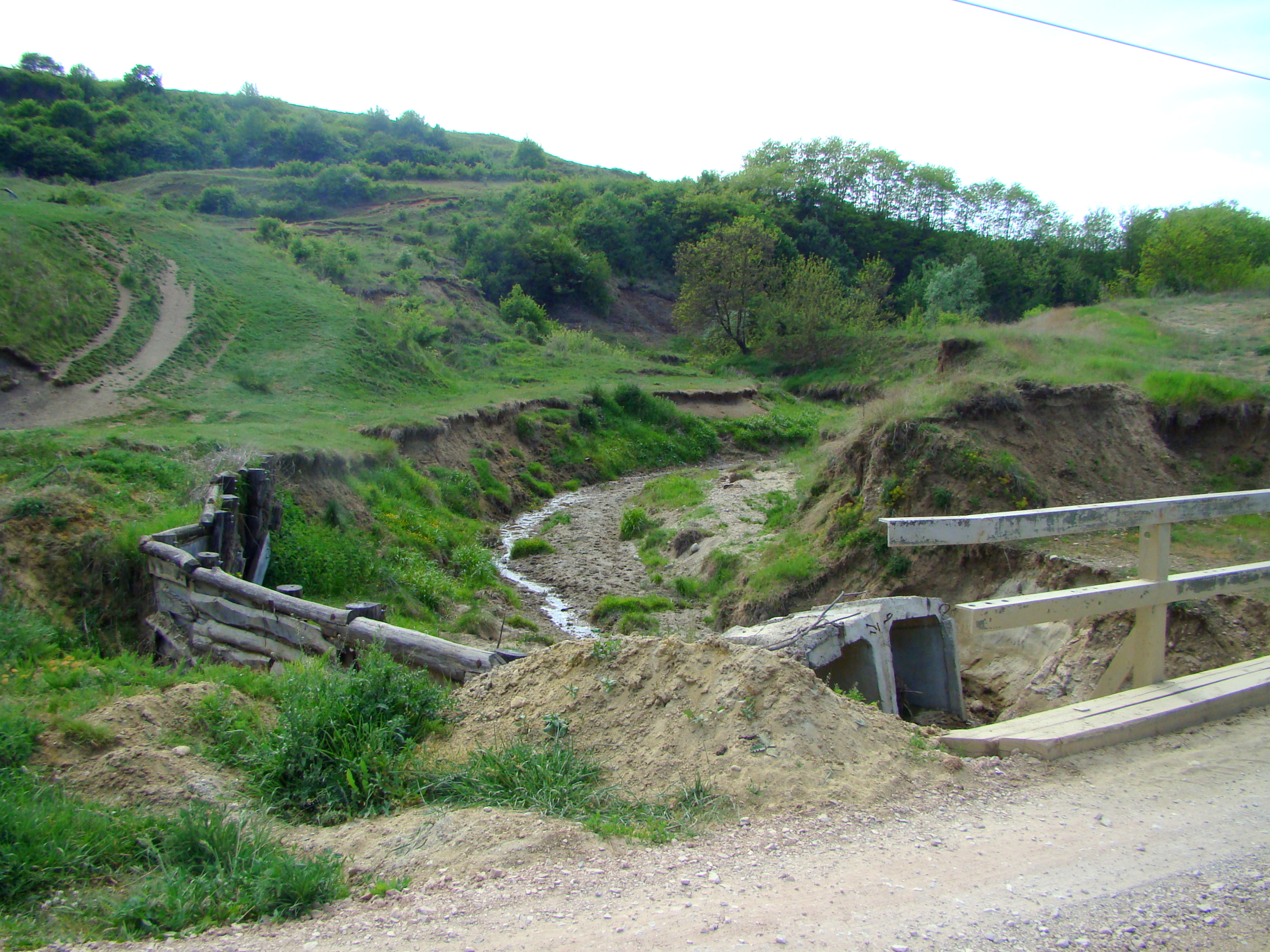
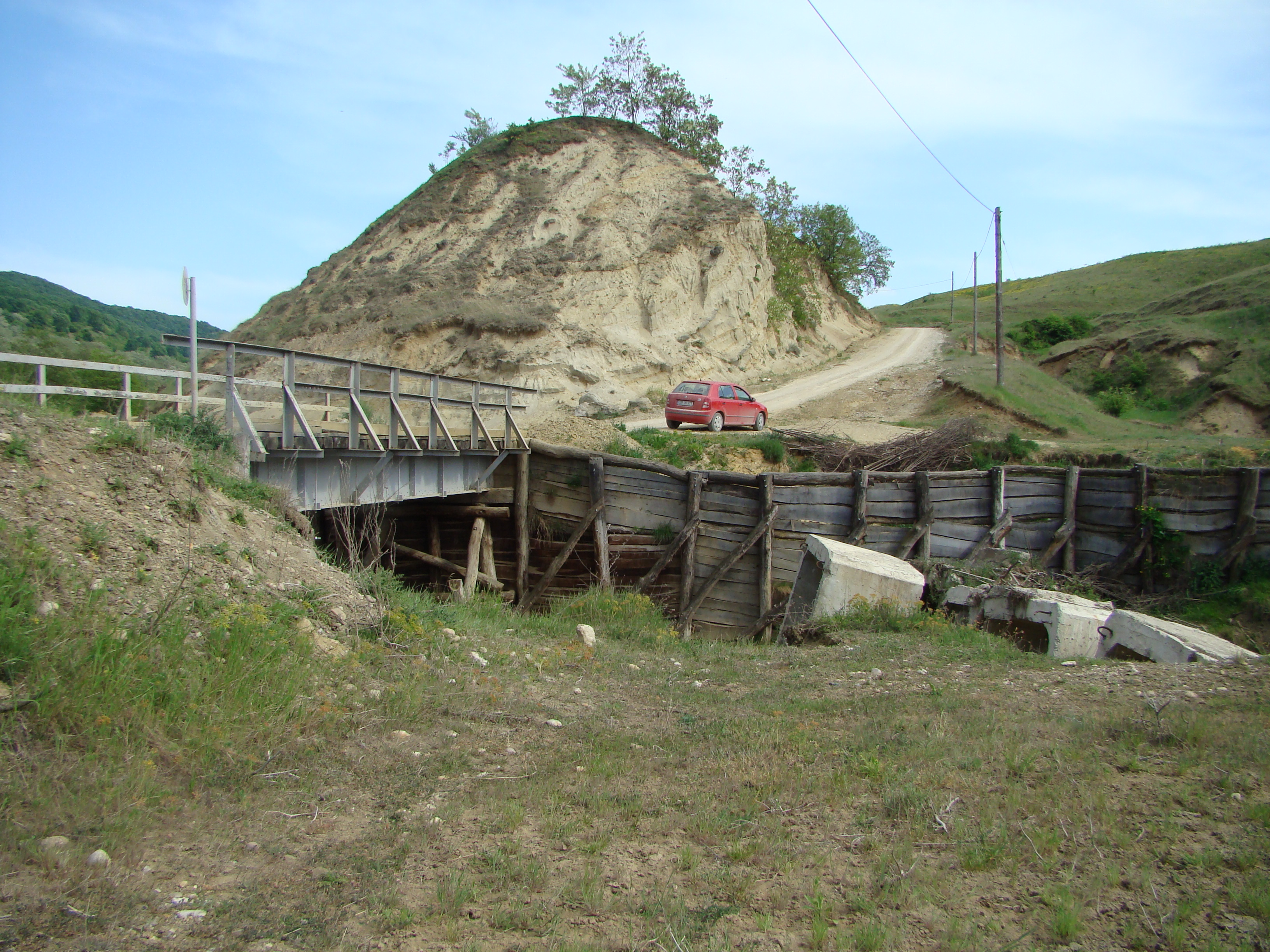
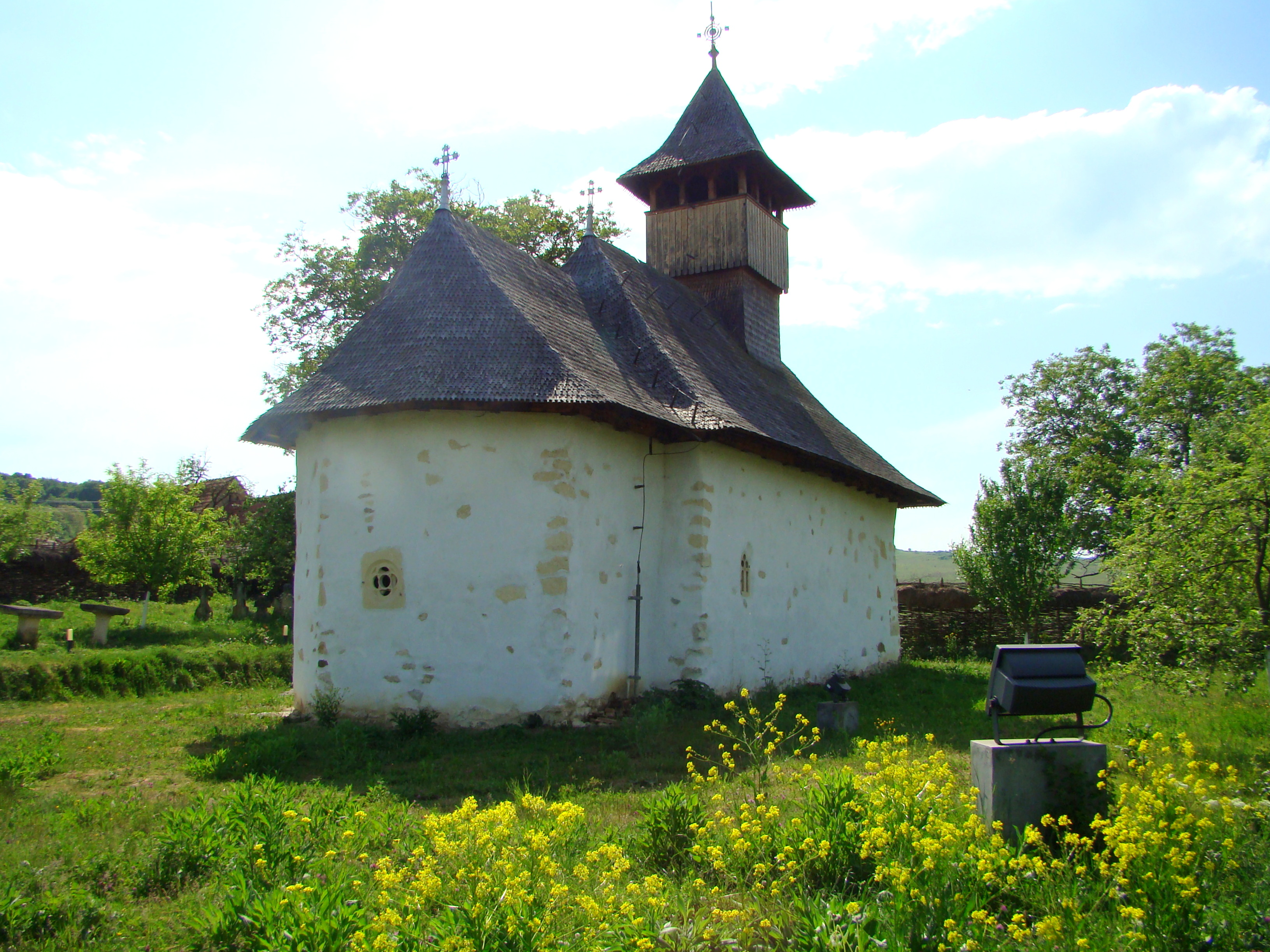
Biserica „Sfinții Arhangheli” (monument istoric)
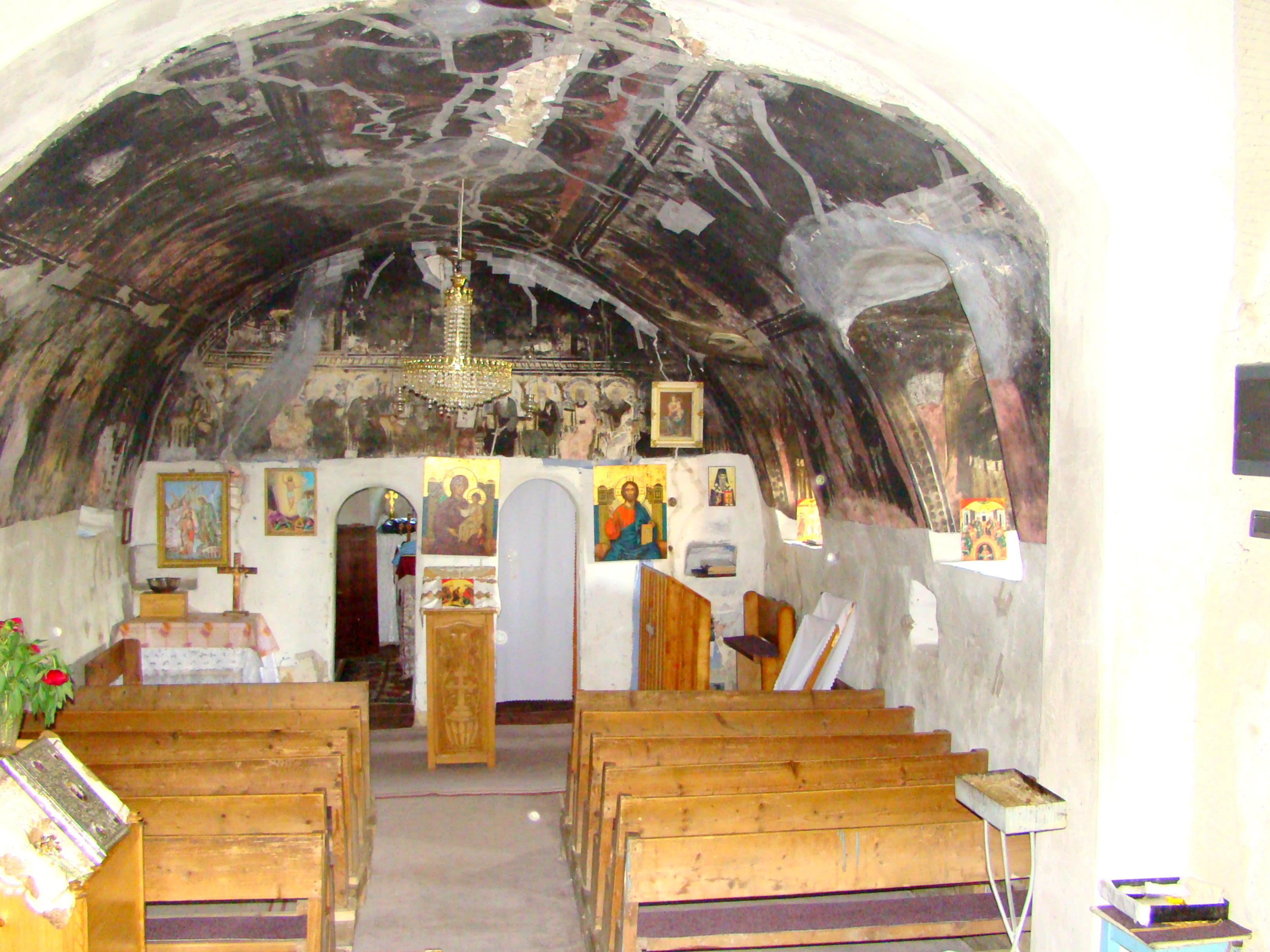
Biserica „Sfinții Arhangheli” (monument istoric)